# Ardisia annamensis
Ardisia annamensis är en viveväxtart som beskrevs av Pitard. Ardisia annamensis ingår i släktet Ardisia och familjen viveväxter. Inga underarter finns listade i Catalogue of Life.